# Ентоні (Нью-Мексико)
Ентоні (англ. Anthony) — місто (англ. city) в США, в окрузі Донья-Ана штату Нью-Мексико. Населення — 8693 особи (2020).

## Географія
Ентоні розташоване за координатами 32°0′47″ пн. ш. 106°36′17″ зх. д. / 32.01306° пн. ш. 106.60472° зх. д. (32.012997, -106.604759).  За даними Бюро перепису населення США в 2010 році місто мало площу 10,26 км², уся площа — суходіл. В 2017 році площа становила 6,95 км², уся площа — суходіл.

## Демографія
Згідно з переписом 2010 року, у переписній місцевості мешкало 9360 осіб у 2635 домогосподарствах у складі 2267 родин. Густота населення становила 912 особи/км².  Було 2809 помешкань (274/км²).
Расовий склад населення:
| - 61,5 % — білих - 0,8 % — чорних або афроамериканців - 0,5 % — корінних американців - 0,1 % — вихідців з тихоокеанських островів - 0,1 % — азіатів - 34,5 % — осіб інших рас |

До двох чи більше рас належало 2,5 %. Частка іспаномовних становила 97,4 % від усіх жителів.
За віковим діапазоном населення розподілялося таким чином: 35,9 % — особи молодші 18 років, 55,4 % — особи у віці 18—64 років, 8,7 % — особи у віці 65 років та старші. Медіана віку мешканця становила 26,1 року. На 100 осіб жіночої статі у переписній місцевості припадало 90,0 чоловіків;  на 100 жінок у віці від 18 років та старших — 84,6 чоловіків також старших 18 років.
Середній дохід на одне домашнє господарство  становив 33 321 долар США (медіана — 22 074), а середній дохід на одну сім'ю — 35 232 долари (медіана — 23 676). За межею бідності перебувало 46,2 % осіб, у тому числі 60,9 % дітей у віці до 18 років та 35,4 % осіб у віці 65 років та старших.
Цивільне працевлаштоване населення становило 3674 особи. Основні галузі зайнятості: освіта, охорона здоров'я та соціальна допомога — 25,0 %, роздрібна торгівля — 13,4 %, виробництво — 12,4 %.